# 菅野邦彦
菅野 邦彦（すがの くにひこ、1936年10月13日 - ）は、東京都出身のジャズピアニスト。学習院大学卒業。
オーディオ評論家・菅野沖彦は兄。

## 人物
大学在学中、吉屋潤のバンドで、演奏活動をはじめる。卒業後は、サラリーマンになるが、一年で再び音楽の道へ戻る。1960年ころより、鈴木勲、ジョージ大塚とトリオで演奏開始、来日したトニー・スコットに見込まれ、グループごと参加。
このメンバーが、そのまま1963年～64年ころ、松本英彦カルテットとして活動。解散後は、ソロピアニストとして、またリーダーとして活動し、LPレコードも発表。菅野邦彦はあまりにもの繊細さからコンサートホールでの演奏は苦手だった。しかしながら、菅野のブルースフィーリング溢れるピアノ演奏は当時日本ならず世界のJAZZ界でも認められた。自分のピアノを誰かが触ると「誰か触れたね？」と分かってしまうほど繊細・神経質な人物。
1964年には井上昭監督の映画『勝負は夜つけろ』の音楽も担当した。

## アルバム
2012.03.06更新
- 1968.07.29&30
  - Finger popping,TAKT SL-5110-N,with 池田芳夫,山崎弘 （録音：菅野沖彦）
- 1969頃
  - ジョージ・アンド・スリーピージョージ川口とビッグ・フォア,with 松本英彦(ts)、菅野邦彦(p)、鈴木勲(b)、ジョージ川口(ds)
- 1972.07.17
  - Mr.heartache, private盤 ALJS1001, with本田英造,植松良高（録音：菅野沖彦）
- 1973.3.29-30
  - Blow up, TMB-15,with 鈴木勲,ジョージ大塚,水橋孝（録音：神成芳彦）
- 1973.4.4
  - Collaboration,Audio Lab-ALJ-1007,with北村英治,原田政長,須永ひろし（録音：菅野沖彦）
- 1973.8.9
  - Music, Audio Lab-ALJ-1009,with鈴木勲,清水閏,小川庸一（録音：菅野沖彦）
- 1973.10.7-10
  - Live, Naja-PA6021,ABCJ-456, with 本田英造, 高田光比古,小川庸一
- 1974.3.7
  - Portrait, Audio Lab-ALJ-1014,（録音：菅野沖彦）
- 1974.3.22
  - Love is a many splendered thing, TBM-26,with 小林陽一, 高田光比古,小川庸一（録音：神成芳彦）
- 1974.9.7
  - The world of Sugano kunihiko,with 小林陽一, 高田光比古,小川庸一,北村英治, 須永ひろし, 菊池秀行, 中牟礼貞則（録音：大塚晋二）
- 1974.10.9
  - PortraitⅡ, Audio Lab-ALJ-1026,（録音：菅野沖彦）
- 1974頃
  - Blue city,with 鈴木勲,渡辺香津美,井野信義,小原哲次郎
- 1975.1.17,18
  - Concert Tour in Kyushu, Audio Lab-ALJ-1031,川畑利文, 高田光比古
- 1975.6.18
  - On a clear day,PHILIPS FS-7003,with 鈴木憲,松岡義男
- 1975.7.15
  - Everything Happenes to me, Audio Lab-ALJ-1021,with 小林陽一, 高田光比古,小川庸一 （録音：菅野沖彦）
- 1975.7.15
  - Incarnation,ADJ-1037,with 西条孝之介,岡崎広志,小川庸一,宮沢昭一,鈴木憲,青島信幸 （録音：菅野沖彦）
- 1975.7.15
  - Extension,ADJ-1033,with 岡崎広志,小川庸一,宮沢昭一,鈴木憲,青島信幸 （録音：菅野沖彦）
- 1975.11.10
  - The day of wine and roses,TRIO Naja PA-7179,with 鈴木勲,守新治 ,小川庸一 *1975.11.20,26
- 1975.11.20,26
  - Touch, TBM-57,with 鈴木勲,小原哲次郎，渡辺香津美,伊勢昌之
- 1976.3.28
  - Shiny stockings, PHILIPS FS7013,with 河上修,村上寛,菊池英行
- 1976.3.20
  - The party-SUGACHIN & OSAMU DUO LIVE IN ASHIKAGA, private,with 河上修
- 1976.7.18
  - Date in DATE, Naja-PA7173, with 河上修,村上寛
- 1976.7.21
  - The shadow of your smile--with strings
- 1976.12.14
  - Solo,Naja PA7190,
- 1978頃
  - Opa Naja-PA7196, with Brasil Brasilian musisian
- 1978.11
  - Manhatten Fucus--with 増尾好秋,Al Foster,Bob Berg,Tom Harrell,鈴木良雄,T.M. Stevens,SammyFigueroa,Eddie Colon
- 1979.10.23
  - Four wings BY30-5065, リーダー松本英彦,ジョー大塚、鈴木勲
- 1980.1.28
  - Sincerely yours,KINGK28P,with 鈴木勲
- 1981.2.28
  - Foo fou fool, Atlantic-M12012A,with 鈴木勲,日野元彦
- 1981.5.6, 7,27
  - Hello again, Fullhouse-PAP25006,,with JO Jones Jr.小杉敏
- 1981.10.26-15
  - Live Life, Fullhouse-PAP25024,,with JO Jones Jr.稲葉国光
- 1982.1.18
  - Starlight Souvenir, Atlantic-M-12507,（Piano Solo）
- 1989頃(録音日記載なし)
  - ESTATE, PCCY-00127, with Jimmy Ponder,Leroy Vinnger,Bruno Car,Chugy Carter,Harry Whitaker,中村照夫
- 2003.07.3, 4.29
  - Blow upⅡ JFIS-XR-002,鈴木勲,ジョー大塚,山本剛,佐藤丈青,長山剛士,小泉高之,力武誠

## 主な演奏履歴
- 1965年頃、松本英彦ビッグフォーとして、NHK「夢であいましょう」に数回出演
- 1968年頃 ヒルトンホテルのラウンジでソロピアノ
- 1969年 日本ジャズ協会、第1回コンサートに出演、日比谷野外音楽堂
- 1973年12月ファーストリサイタル イイノホール,その時の演奏は＂The world of Sugano kunihiko"として発売
- 1974年
  - 1月 銀座ジャンクに初出演
  - 3月22日 TBM 3days in Jazz第1回、都市センターホール
  - swing journalのインタビューで、「ジャズは黒人と白人が仲良くなるよう神様がつくった」と発言
- 1974年～1976年ころ、青山ロブロイ（有名な安部譲二のカミさんの遠藤さんのお店）で定期的なライブ。『青山ロブロイ物語』に詳しい話が掲載
- 1975年5月今治でライブ
- 1976年 ブラジルへ
- 1978年ころ、日本TV、11PMに出演、UFOを見たと。
- 1978年～80年ころ、飯倉、ガスライトでハウスピアニストとしてソロ演奏
- 1979年ごろ 松本英彦コンサート（新宿厚生年金ホール）に出演
- 1979年ころ、NHK-FM、セッション79に、ホカスポカスとして出演、ゲストに渋谷毅
- 1981年 9月から12月ハローアゲインコンサート全国ツアー（オールアートプロダクション）
- 1981年11月16日今治,17日松山でライブ
- 1984年05.19 大阪845でのライブ
- 1988.12  マスターキーボード発表ライブ,銀座swing
- 1987-89年 新橋スィング、銀座スィングで定期的なライブ
- 1989.05.12 スペインへの旅立ちライブ 銀座swing,（マスターキーボード,聴衆に宮沢明子,録音菅野沖彦、消失したもよう）
- 1992年 阿佐ヶ谷で定期的ライブ
- 2000年頃から恵比寿サンマリノで定期的ライブ
- 2005年頃からLIFE BARで定期的ライブ
- 2008年頃から箱根湯河原の吉祥院檜ホールで定期的ライブ
- 2011年05.28 新宿pit-innでblow-up再会セッション